# عبدالله بن عمرو بن العاص
ابومحمد عبدالله بن عمرو بن عاص سهمی قریشی (عربی: أبْو مُحَمَّد عَبْدُ اللَّهِ بْنُ عَمْرِو بْنِ الْعَاصِ السَّهْمِيُّ الْقُرَشِيُّ؛ درگذشته ۶۸۴) پسر عمرو عاص و فرمانروای مصر در دوران خلافت اموی بود.